# 圣皮埃尔德谢雷讷
圣皮埃尔德谢雷讷（法語：Saint-Pierre-de-Chérennes，法語發音：[sɛ̃ pjɛʁ də ʃeʁɛn]）是法国伊泽尔省的一个市镇，属于格勒诺布尔区。

## 地理
圣皮埃尔德谢雷讷（45°7'15"N, 5°21'44"E）面积12.03 平方千米，位于法国奥弗涅-罗讷-阿尔卑斯大区伊泽尔省，该省份为法国东南部内陆省份，北起顺时针与安省、萨瓦省、上阿尔卑斯省、德龙省、阿尔代什省、卢瓦尔省和罗讷省。
与圣皮埃尔德谢雷讷接壤的市镇（或旧市镇、城区）包括：鲁瓦扬地区博瓦尔、伊泽龙、普雷勒、朗屈雷勒、圣索沃尔。

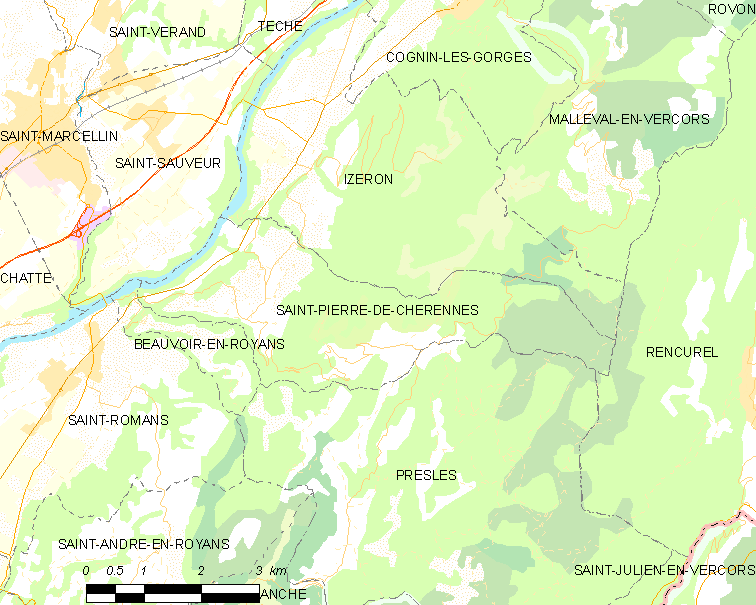
圣皮埃尔德谢雷讷的OSM定位图

圣皮埃尔德谢雷讷的时区为UTC+01:00、UTC+02:00（夏令时）。

## 行政
圣皮埃尔德谢雷讷的邮政编码为38160，INSEE市镇编码为38443。

## 政治
圣皮埃尔德谢雷讷所属的省级选区为南格雷西沃当县。

## 人口

1962-2008年间圣皮埃尔德谢雷讷人口变化图示

圣皮埃尔德谢雷讷于2022年1月1日时的人口数量为467人。